# Аскуэ, Ресуррексьон Мария де
Ресуррексьо́н Мари́я де А́скуэ Абера́стури (исп. и баск. Resurrección María de Azkue Aberasturi; 5 августа 1864, Лекейтио — 9 ноября 1951, Бильбао) — баскский священник, музыкант, писатель и ученый. Он был председателем Эускальцайндии с момента основания учреждения в 1919 году до своей кончины, и одним из самых видных сторонников объединения баскского языка.

## Биография
Аскуэ родился в 1864 году в г. Лекейтио, в Стране Басков (Испания). Он сын Марии дель Кармен Аберастури и Эусебио Марии Аскуэ.
Аскуэ изучал морскую навигацию в Лекейтио. После окончания средней школы, он изучал философию и теологию в семинарии Витории, где у него был одноклассник Доминго Агирре, будущий автор «Кресалы» и «Гароа».
В 1918 году состоялся «Первый конгресс баскских исследований» в городе Оньяте. В нем было согласовано создание Эускальцайндии, при этом Аскуэ был назначен одним из четырех академиков-основателей.

## Труды
- Euskal Izkindea. Gramática Euskara («Грамматика баскского языка», 1891)[4].
- Bein da betiko. Una vez y para siempre («Однажды и навсегда», 1893)[3].
- Euskara-gaztelania-frantsesa hiztegia. Diccionario Vasco-Español-Francés («Баскско-испанско-французский словарь», 1905)[4].
- Ardi galdua. La oveja perdida/descarriada («Потерянная овца», 1919)[3].
- Euskal Morfologia. Morfología Vasca («Морфология баскского языка», 1923)[4].
- Guipuzkera Osotua (1934-1935)[4].
- Euskalerriaren Yakintza («Знание Страны Басков», 1935-1947)[4].